# Proleptacis foersteri
Proleptacis foersteri är en stekelart som först beskrevs av Jean-Jacques Kieffer 1914.  Proleptacis foersteri ingår i släktet Proleptacis och familjen gallmyggesteklar. Inga underarter finns listade i Catalogue of Life.